# Dompierre-sur-Chalaronne
Dompierre-sur-Chalaronne és un municipi francès situat al departament de l'Ain i a la regió d'Alvèrnia-Roine-Alps. L'any 2007 tenia 362 habitants.

## Demografia

### Població
El 2007 la població de fet de Dompierre-sur-Chalaronne era de 362 persones. Hi havia 125 famílies de les quals 18 eren unipersonals (9 homes vivint sols i 9 dones vivint soles), 36 parelles sense fills, 67 parelles amb fills i 4 famílies monoparentals amb fills.
La població ha evolucionat segons el següent gràfic:
Habitants censats

### Habitatges
El 2007 hi havia 149 habitatges, 128 eren l'habitatge principal de la família, 10 eren segones residències i 11 estaven desocupats. 141 eren cases i 9 eren apartaments. Dels 128 habitatges principals, 106 estaven ocupats pels seus propietaris, 20 estaven llogats i ocupats pels llogaters i 2 estaven cedits a títol gratuït; 2 tenien dues cambres, 19 en tenien tres, 26 en tenien quatre i 81 en tenien cinc o més. 118 habitatges disposaven pel capbaix d'una plaça de pàrquing. A 50 habitatges hi havia un automòbil i a 76 n'hi havia dos o més.

### Piràmide de població
La piràmide de població per edats i sexe el 2009 era:
| Homes | Edats   | Dones |
| ----- | ------- | ----- |
| 0     | 95 o +  | 0     |
| 0     | 90 a 94 | 4     |
| 0     | 85 a 89 | 4     |
| 0     | 80 a 84 | 0     |
| 8     | 75 a 79 | 0     |
| 0     | 70 a 74 | 8     |
| 4     | 65 a 69 | 0     |
| 4     | 60 a 64 | 0     |
| 8     | 55 a 59 | 0     |
| 12    | 50 a 54 | 12    |
| 20    | 45 a 49 | 8     |
| 12    | 40 a 44 | 20    |
| 12    | 35 a 39 | 16    |
| 4     | 30 a 34 | 8     |
| 8     | 25 a 29 | 4     |
| 4     | 20 a 24 | 12    |
| 24    | 15 a 19 | 12    |
| 16    | 10 a 14 | 20    |
| 8     | 5 a 9   | 8     |
| 0     | 0 a 4   | 8     |

## Economia
El 2007 la població en edat de treballar era de 247 persones, 207 eren actives i 40 eren inactives. De les 207 persones actives 186 estaven ocupades (99 homes i 87 dones) i 20 estaven aturades (4 homes i 16 dones). De les 40 persones inactives 9 estaven jubilades, 23 estaven estudiant i 8 estaven classificades com a «altres inactius».

### Ingressos
El 2009 a Dompierre-sur-Chalaronne hi havia 138 unitats fiscals que integraven 386 persones, la mediana anual d'ingressos fiscals per persona era de 18.922 €.

### Activitats econòmiques
Dels 18 establiments que hi havia el 2007, 2 eren d'empreses de fabricació d'altres productes industrials, 5 d'empreses de construcció, 5 d'empreses de comerç i reparació d'automòbils, 1 d'una empresa d'informació i comunicació, 2 d'empreses immobiliàries, 2 d'empreses de serveis i 1 d'una empresa classificada com a «altres activitats de serveis».
Dels 3 establiments de servei als particulars que hi havia el 2009, 2 eren paletes i 1 agència immobiliària.
L'any 2000 a Dompierre-sur-Chalaronne hi havia 10 explotacions agrícoles que ocupaven un total de 582 hectàrees.

## Poblacions més properes
El següent diagrama mostra les poblacions més properes.